# Rejon koniński
Rejon koniński – jeden z trzech rejonów duszpasterskich w rzymskokatolickiej diecezji włocławskiej. Został utworzony przez biskupa Henryka Muszyńskiego w 1990 r.

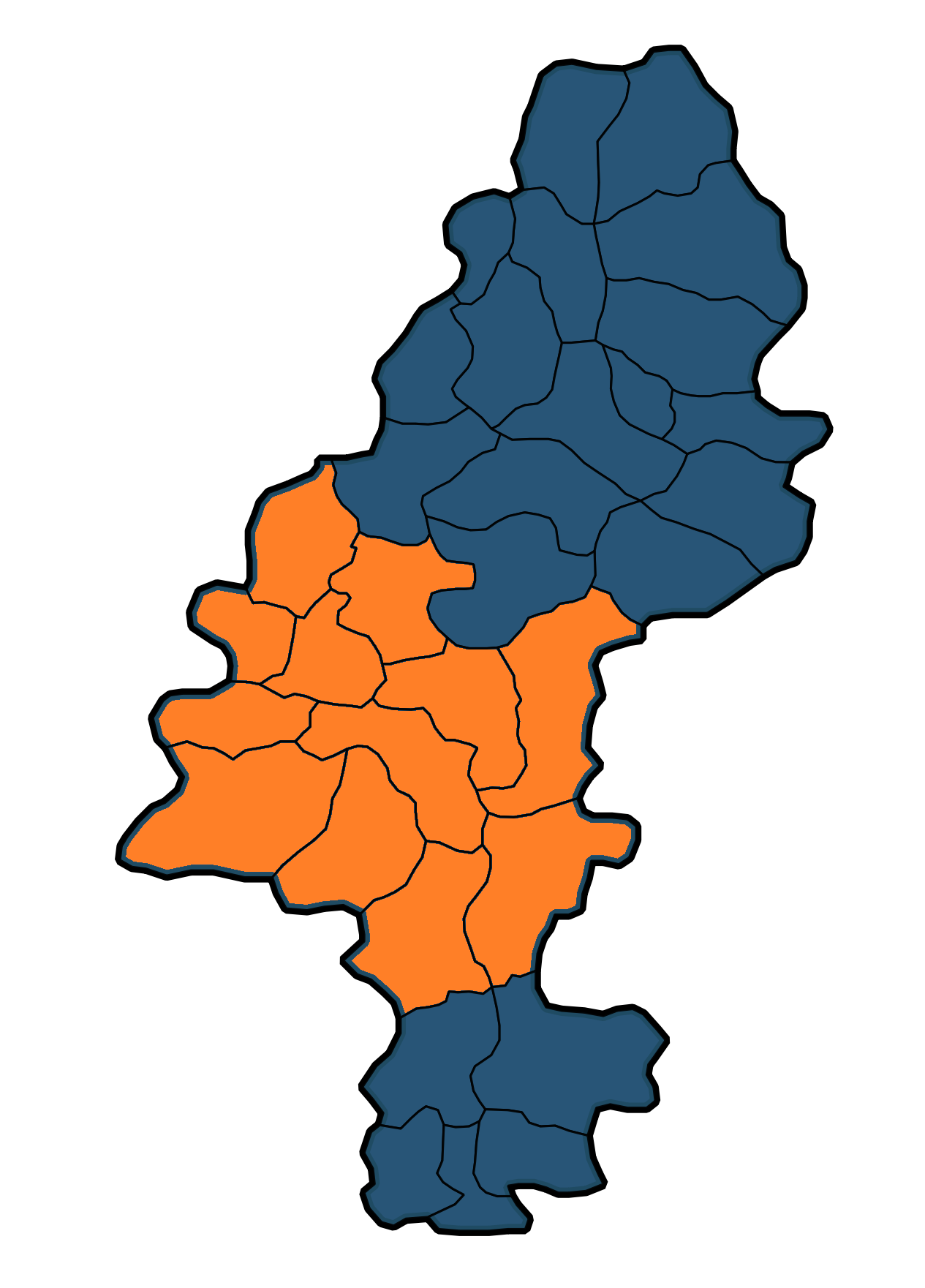
Rejon koniński na mapie diecezji włocławskiej

Do 25 marca 2004 r. rejon obejmował także dekanaty: goliński, kleczewski, słupecki i zagórowski, które zostały włączone do archidiecezji gnieźnieńskiej.
Od 27 kwietnia 2021 r. urząd pozostaje nieobsadzony, co zostało potwierdzone 7 czerwca 2021 r. przez biskupa włocławskiego Krzysztofa Wętkowskiego.

## Wikariusze biskupi
- 1990–2003, ks. infułat Antoni Łassa – proboszcz parafii św. Maksymiliana Kolbe w Koninie
- 2003–2020, ks. prałat Wojciech Kochański – proboszcz parafii św. Maksymiliana Kolbe w Koninie
- 2020–2021, ks. prałat Zbigniew Cabański – proboszcz parafii Najświętszej Maryi Panny Królowej Polski w Koninie

## Dekanaty
W skład regionu wchodzi 12 dekanatów położonych w centralnej części diecezji:
- dekanat dobrski
- dekanat kłodawski
- dekanat kolski
- dekanat koniński I
- dekanat koniński II
- dekanat koniński III
- dekanat kościelecki
- dekanat sompoleński
- dekanat ślesiński
- dekanat tuliszkowski
- dekanat turecki
- dekanat uniejowski